# Sông Thương
Sông Thương hay sông Nhật Đức (xưa còn gọi là sông Nam Bình, sông Lạng Giang, sông Long Nhỡn) là một phụ lưu của sông Thái Bình, là một sông lớn chảy qua các tỉnh Lạng Sơn, Bắc Ninh, và thành phố Hải Phòng.

## Dòng chảy
Sông Thương bắt nguồn từ dãy núi Na Pa Phước, làng Man, xã Vân Thủy, huyện Chi Lăng, tỉnh Lạng Sơn, chảy trong máng trũng Mai Sao - Chi Lăng và chảy vào địa phận tỉnh Bắc Giang, hợp lưu với sông Lục Nam tại Phả Lại; rồi hợp lưu vào sông Cầu tại Lục Đầu Giang tạo thành hệ thống sông Thái Bình mênh mông. Sông thương có tổng chiều dài 157 km; diện tích lưu vưc trên 6660 km2. Sông chảy qua thành phố Bắc Giang và điểm cuối là phường Phả Lại, thành phố Chí Linh, tỉnh Hải Dương. Nó nhận nước từ sông Lục Nam tại ngã ba Nhãn (nơi giáp ranh giữa Đức Giang, Trí Yên và Hưng Đạo) xuôi về phía nam khoảng 8 km thì hợp lưu với sông Cầu tại ngã ba Lác (nơi giáp ranh giữa Đồng Phúc, Đức Long và Phả Lại) để tạo thành sông Thái Bình tại chính ngã ba Lác.
Trên địa phận tỉnh Bắc Giang, sông Thương chảy qua các huyện Lạng Giang, Yên Thế, Tân Yên và Thành phố Bắc Giang.
Sông Thương có các phụ lưu khá lớn là sông Trung, sông Sỏi, sông Máng, Sông Sim và Sông Hóa.
- Sông Trung là chi lưu lớn nhất của sông Thương, bắt nguồn từ thung lũng Đình Cả thuộc vùng núi phía đông nam huyện Võ Nhai tỉnh Thái Nguyên. Sông có chiều dài 35 km, diện tích lưu vưc 1270 km2 (tính đến chỗ hợp lưu tại khu vực cầu Na Hoa, xã Hồ Sơn, huyện Hữu Lũng).
- Sông Sỏi chảy từ huyện Yên Thế (Bắc Giang), chúng hợp lưu tại nơi tiếp giáp của ba huyện Yên Thế, Tân Yên và Lạng Giang.
- Sông Máng là một sông nhân tạo tại Việt Nam, sông được hình thành từ thời Pháp thuộc và có chiều dài 52 km, sông Máng nối với sông Cầu tại khu vực gần thác Huống (đập Huống) tại khu vực trung tâm tỉnh Thái Nguyên và nối với sông Thương tại Bến Thôn thuộc khu vực tây bắc tỉnh Bắc Giang.
- Sông Sim [ngòi sim] bắt nguồn từ Thái Nguyên chảy qua các huyện hiệp hòa và huyện Việt Yên đến xã Đa Mai thì hợp lưu với dòng sông Thương nước sông Thương vốn trong xanh nay có dòng nước đục thêm vào thành ra sông có hai dòng chảy song song, một bên trong, một bên đục. Do đó hiện tượng này có thể nhìn thấy được tới thành phố Bắc Giang.
- Sông Hóa dài 47 km, lưu vực 385 km2. Đoạn trung lưu hầu hết nằm trong lòng hồ Cấm Sơn, một hồ nổi tiếng của huyện Lục Ngạn, tỉnh Bắc Giang.
Giá trị vận tải được trên 64 km, từ Phả Lại, tỉnh Hải Dương đến thị trấn Bố Hạ, huyện Yên Thế, tỉnh Bắc Giang.
Các loại tàu thuyền có tải trọng 200-250 tấn, xà lan 250-300 tấn tham gia vận tải đường sông từ Phả Lại-Bến Tuần (huyện Lạng Giang, tỉnh Bắc Giang dài 49 km), từ Bến Tuần - Bố Hạ, huyện Yên Thế, tỉnh Bắc Giang các loại thuyền nhỏ có tải trọng từ 50-70 tấn tham gia vận tải được trong 2 mùa (đoạn Bến Tuần - Bố Hạ dòng sông hẹp có nhiều bãi bồi).
Thời phong kiến khi quan, quân lên trấn ải biên thùy Lạng Sơn thì gia quyến của họ được phép tiễn đưa đến con sông này, người đi xa, kẻ ở lại chia tay nhau ở đây thật là thương cảm lên từ đó người con sông nay được gọi là Sông Thương.

## Sông Thương trong văn học và âm nhạc

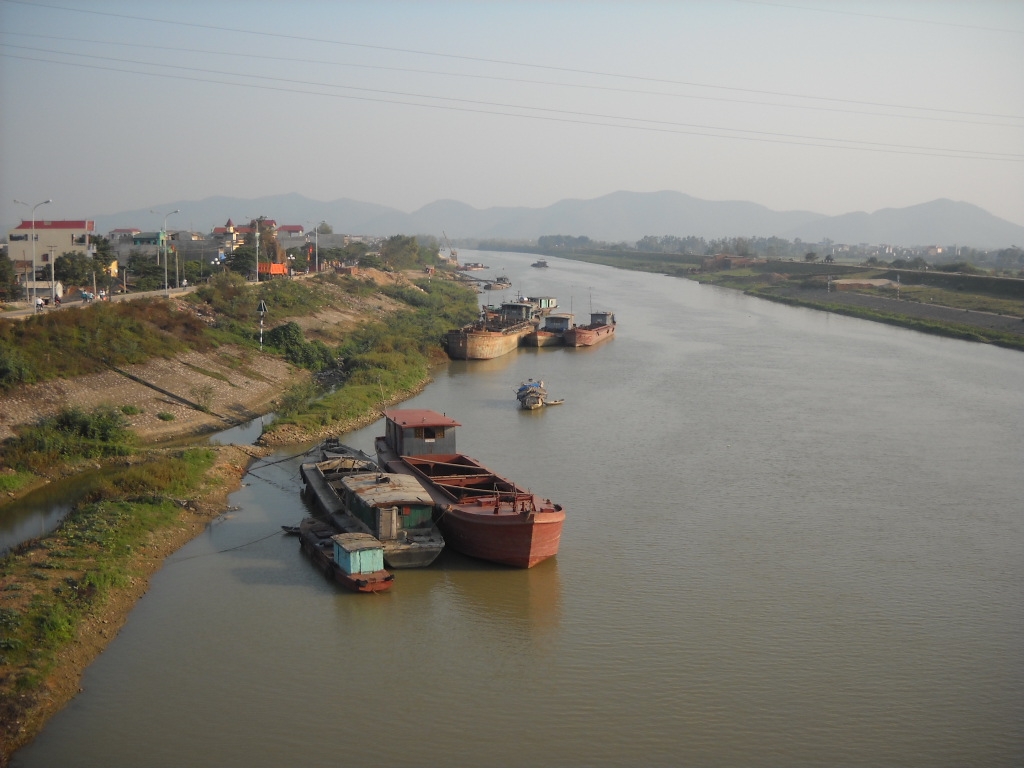
Sông Thương, đoạn qua Phường Bắc Giang, tỉnh Bắc Ninh

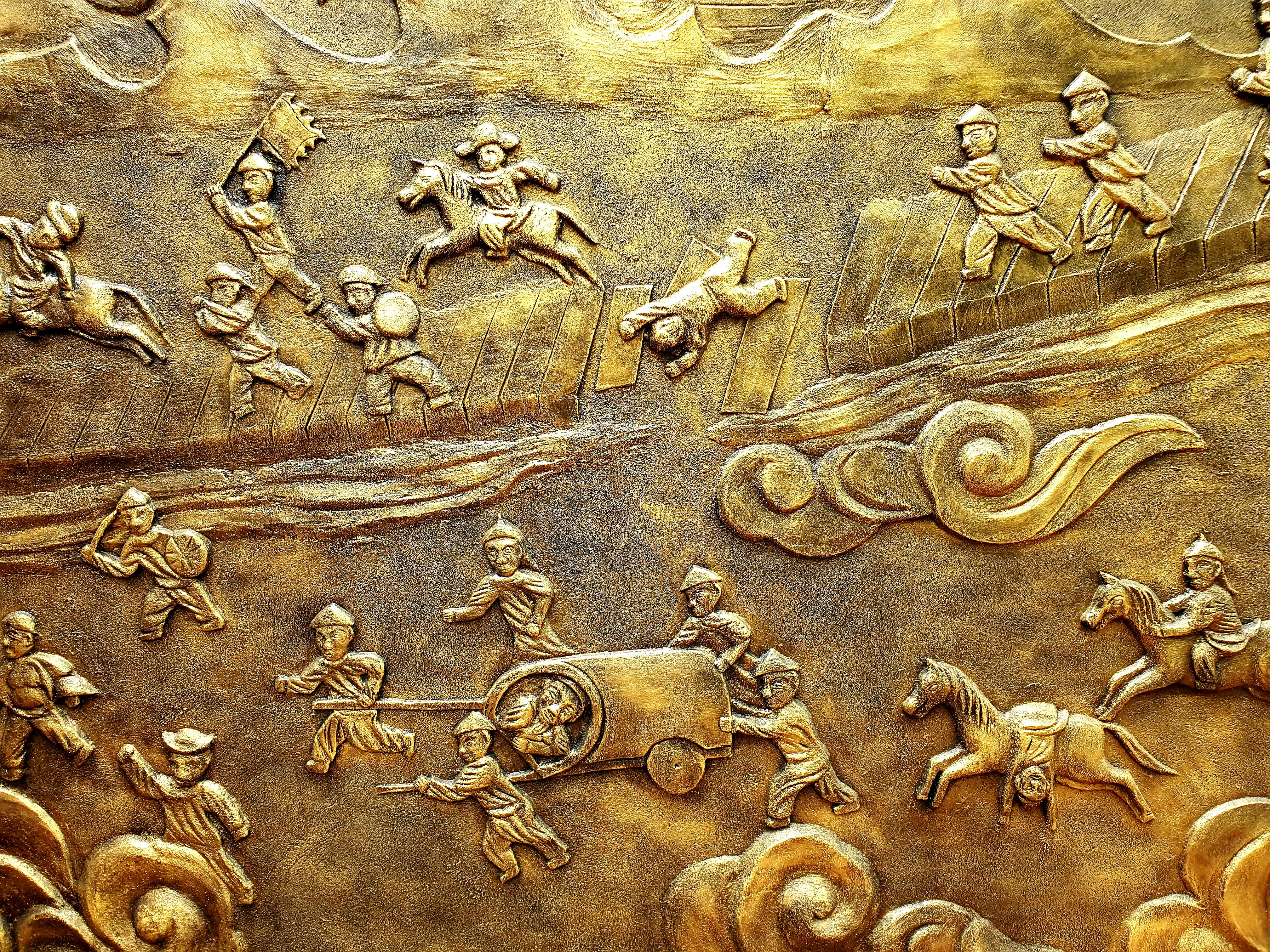
Phù điêu trận sông Sách ở Đền thờ Đức Thánh Trần, Quận 1, Thành phố Hồ Chí Minh. Sông Sách là một đoạn của sông Thương chảy qua Vạn Kiếp

- Sông Thương được nhắc đến nhiều trong văn học và các ca khúc âm nhạc. Như trong ca khúc tiền chiến "Con thuyền không bến" của Đặng Thế Phong:

...Lướt theo chiều gió, một con thuyền,
Theo trăng trong, trôi trên sông Thương,
nước chảy đôi dòng, biết đâu bờ bến
Thuyền ơi thuyền trôi nơi đâu
Trên con sông Thương, nào ai biết nông sâu?
Nhớ khi chiều sương, cùng ai trắc ẩn tấm lòng.
Biết bao buồn thương, thuyền mơ buồn trôi xuôi dòng...
- Hay trong "Trường ca Con đường cái quan" của Phạm Duy:

Sông Thương ơi nước chảy đôi ba dòng
Anh về Hà Nội một lòng yêu em
Sông Thương ơi nước đục người đen
Anh về thành phố không quên cô mình...
Hay Là:
Sông Thương nước chảy đôi dòng
Bên Trong bên đục em trông bên nào
- Lấy ý từ câu ca dao:

Sông Thương nước chảy đôi dòng.
Bên trong bên đục em trông bên nào?
- Theo sự nhận xét của nhà văn Toan Ánh thì chuyện "Sông Thương nước chảy đôi dòng" là có thật!

Đó chẳng qua là hiện tượng nhập giang của con sông Sim (ngòi Sim) với dòng sông Thương (nước của cánh đồng chiêm thì đục đầy phù sa, gặp nước sông Thương trong xanh, hai dòng nước không hòa lẫn với nhau ở một đoạn khá dài (khoảng 100 thước). Hiện tượng này, ngày nay không còn nữa và sự phân ly của người xưa đã hết, nhưng con sông Thương đã chảy vào lòng người những tâm tình tràn ngập phù sa thương nhớ.
- Vị trí của Sông Thương ở giữa hai Sông Cầu và Sông Lục:

Thương em, em nằm giữa;
Cầu, Lục nằm hai bên.

## Các cây cầu bắc qua sông Thương
- Cầu Chi Lăng trên Quốc lộ 1 mới, chạy qua địa phận xã Chi Lăng, huyện Chi Lăng, tỉnh Lạng Sơn.
- Cầu Na Hoa nằm trên Đường tỉnh 245 nối xã Sơn Hà và xã Hồ Sơn, huyện Hữu Lũng, tỉnh Lạng Sơn.
- Cầu Lường trên Quốc lộ 1 nối huyện Hữu Lũng, tỉnh Lạng Sơn với huyện Lạng Giang, tỉnh Bắc Giang.
- Cầu Bố Hạ nằm trên Đường tỉnh 265 nối Thị Tấn Bố Hạ - Yên Thế với Nghĩa Hưng - Lạng Giang.
- Cầu Bến Tuần trên Đường tỉnh 295 nối Hợp Đức - Tân Yên với Mỹ Hà - Lạng Giang.
- Cầu Mỹ Độ trên Quốc lộ 1 cũ, chạy qua địa phận thành phố Bắc Giang, tỉnh Bắc Giang
- Cầu Á Lữ nối đường Á Lữ, phường Trần Phú với quốc lộ 17, xã Tân Mỹ (TP Bắc Giang).
- Cầu Xương Giang trên Quốc lộ 1 mới, chạy qua địa phận thành phố Bắc Giang, tỉnh Bắc Giang.
- Cầu Đồng Sơn.
- Cầu Bến Đám nối tám xã một thị trấn phía Ðông Bắc với khu ba Tổng (gồm chín xã và một thị trấn huyện lỵ) của huyện Yên Dũng.
- Cầu Sông Thương 1 và cầu Sông Thương 2 trên cao tốc Bắc – Nam phía Đông đoạn Bắc Giang – Lạng Sơn nối huyện Hữu Lũng, tỉnh Lạng Sơn với huyện Lạng Giang, tỉnh Bắc Giang.